# Family Soft
Family Soft Co., Ltd (株式会社ファミリーソフト) est une entreprise japonaise exerçant son activité dans le domaine du développement de jeux vidéo, fondée en 1987 et dont le siège est à Nerima à Tokyo.

## Description
Family Soft développe principalement des jeux vidéo de guerre, jeux d'aventure, jeux de combat et des gyaruges

## Liste de jeux
- Keiji Daidaigeki: Shachou Reijou Yuuka Jiken, (MSX, 1987)
- Gal Nanpa Dasakusen, (MSX, 1988)
- MS Field: Kidou Senshi Gundam, (MSX, 1988)
- Itaden Ikase Otoko 3: Sengohen, (MSX, 1989)
- Itaden Ikase Otoko 2: Jinsei no Imi, (MSX, 1989)
- Itaden Ikase Otoko 1: Bakushi ni Aitai, (MSX, 1989)
- Idaten Ikase Otoko Nyuumon o Arigatou, (MSX, 1990)
- MS Field Kidou Senshi Gundam Plus Kit, (MSX, 1990)
- MS Field Kidou Senshi Gundam Plus Kit Tsuki, (MSX, 1990)
- Mobile Suit Gundam: Classic Operation, (Sharp X68000, 1991)
- Armored Trooper Votoms: Dead Ash, (Sharp X68000, 1991)
- Mobile Suit Gundam: Operation, (Sharp X68000, 1991)
- Seisenshi Dunbine, (MSX, 1991)
- Mobile Suit Gundam: Classic Operation - Original Scenario Disk, (Sharp X68000, 1992)
- Square Resort: Hyper Senshasen, (Sharp X68000, 1992)
- Mobile Suit Gundam: Hyper Classic Operation, (FM Towns, 1992)
- Mobile Suit Gundam: Hyper Desert Operation, (FM Towns, 1992)
- Seisenshi Dunbine: Shita, (MSX, 1992)
- Seisenshi Dunbine: Shou, (MSX, 1992)
- MSX Train, (MSX, 1992)
- Ryuu no Hanazono, (MSX, 1992)
- MSX Train 2, (MSX, 1993)
- War Torn Versnag: Versnag Senran, (Sharp X68000, 1993)
- Asuka 120% BURNING Fest., (Sharp X68000, 1994)
- Mad Stalker: Full Metal Force, (Sharp X68000, 1994)
- MSX Free Software 100-Sen, (MSX, 1994)
- Abel: Shin Mokushiroku Taisen, (FM Towns, 1995)
- Metamoru Panic: Doki Doki Youma Busters!!, (PlayStation, 1995)
- Asuka 120% Special: Burning Fest Special, (PlayStation, 1996)
- Asuka 120% Excellent: Burning Fest. Excellent, (PlayStation, 1997)
- Mad Stalker: Full Metal Force, (PlayStation, 1997)
- Hatsukoi Valentine, (PlayStation, 1997)
- Wakusei Koukitai Little Cats, (PlayStation, 1998)
- Hatsukoi Valentine Special, (PlayStation, 1998)
- Asuka 120% Final: Burning Fest. Final, (PlayStation, 1999)
- Community Pom: Omoide o Dakishimete, (PlayStation, 1999)
- Asuka 120% Return: Burning Fest. Return, (PC, 1999)
- Asuka 120% Final: Burning Fest. Final, (PlayStation, 2002)
- Asuka 120% Excellent: Burning Fest. Excellent, (PlayStation, 2011)